# Andrej Rot
Andrej Rot, slovenski pesnik, pisatelj in publicist, * 26. november 1953, Banfield, Buenos Aires, Argentina.

## Življenjepis
Andrej Rot je leta 1975 diplomiral na Višjem pedagoškem inštitutu iz filozofije in pedagogike, nato pa je na jezuitski univerzi El Salvador 1977 dosegel magisterij iz filozofije. Od leta 1981 do 1990 je poučeval na srednji šoli v Lunasu pri Buenos Airesu.
Urejal je študentsko glasilo Druga vrsta, sourejal Meddobje in Glas Slovenske kulturne akcije, ter bil  tajnik Slovenske kulturne akcije in od leta 1988 do 1991 njen predsednik. Leta 1991 se je odločil za preselitev v Slovenijo in bil tu najprej glavni in odgovorni urednik Slovenca (1991), nato kulturni referent pri Svetovnem slovenskem kongresu, leta 1993 pa je postal glavni urednik Radia Slovenija, ter 1995 direktor radijskih programov RTV Slovenije.

## Literarno delo
Rot je v zdomskih revijah objavljal poezijo prozo in publicistiko. V sloveniji je izdal več knjig. Dnevniški zapisi V obljubljeni deželi (1992) so neposredni zapis o njegovi tvegani odločitvi za vrnitev v domovino staršev, ter tegob ob preselirvi in službovanju v uredništvu časopisa. Za boljše poznavanje zdomske književnosti je pripravil antologijo kratke proze argentinskih Slovencev z naslovom Ob srebrni reki (1993). V kronologiji Republika duhov (1994) pa je na dokumentiran pregled predstavil štiridesetletno dela Slovenske kulturne akcije v Buenos Airesu. Leta 1994 je za Televizijo Slovenije pripravil serijo oddaj o zdomstvu pričevanje o zvestobi.

## Spisi
- V obljubljeni deželi : dnevniški zapiski 1991, Ljubljana : Državna založba Slovenije, 1992. 145 s.
- Slovenski tisk v Argentini po drugi svetovni vojni / Andrej Rot // Dve domovini=Two Homelands. 1992 2-3 . S. 209-235.
- Ob srebrni reki : kratka proza argentinskih Slovencev, Ljubljana: Mladinska knjiga, 1993 338 s. 4 izdaje
- Republika  duhov : štiridesetletnica Slovenske kulturne akcije / Spremna beseda Andreja Inkreta. Ljubljana : DZS, 1994 189 s. 4 izdaje
- Hutchison R. Opus dei: njihovo kraljestvo prihaja = Their kingdom comes. Robert Hutchison; [prevedel Andrej Poznič]. Ljubljana: Orbis, 2002. X, 395 str., [16] str. Predgovor k slovenski izdaji / Andrej Rot: str. III-X.  [Zbirka Vera in politika], 2.
- Svoboda ali sanje. Ljubljana: Društvo 2000, 2009 196 s
- Rot Z. Leta izgubljene mladosti: dnevnik 1942-1948 / Zdenko Rot; Marko Vidic; Peter Rot; Andrej Rot; Mitja Sunčič. Ljubljana : Modrijan, 2010. 280 str. (Bratov dnevnik / Peter Rot: str. 9-13.)
- PAPEŽ FRANČIŠEK: Jorge Bergoglio se pogovarja s Sergíom Rubinom in Francesco Ambrogetti / Prevod: Andrej Rot. Celje: Mohorjeva Družba, 2013 208 s. (Zbirka VADEMECUM)